# Etoile Bruxelles
CWAS Etoile Bruxelles was een Belgische voetbalclub uit Brussel. De club was aangesloten bij de KBVB met stamnummer 9093 en had wit, rood en groen als kleuren. De eerste ploeg speelde op een bijveld van het Koning Boudewijnstadion op de Heizel; de talrijke jeugdploegen in Neder-Over-Heembeek.

## Geschiedenis
De club ontstond in 1974 binnen de Marokkaanse gemeenschap in het Brusselse als FC Etoile Marocaine. Men ging spelen in een amateurbond. In 1981 structureerde de club zich in een vzw. In 1987 sloot men zich aan bij de Belgische Voetbalbond onder stamnummer 9093 om daar in competitie te treden in de provinciale reeksen.
Etoile Marocaine ging van start in de laagste reeksen, maar kon zich opwerken. In 1997 werd men reekswinnaar in Tweede Provinciale, en de club promoveerde naar het hoogste provinciale niveau. De club kende echter financiële problemen. De club verloor haar gehuurde terrein in Wemmel en de jeugdwerking viel stil. Ook sportief was men vlug weer weggezakt. In 1998 strandde men meteen op een laatste plaats en verdween zo na een seizoen weer uit Eerste Provinciale. Het volgende seizoen kende men in Tweede Provinciale nog meer problemen. Etoile Marocaine haalde in de competitie slechts vijf punten en een doelpuntensaldo van 17-148 en zakte zo in 1999 verder weg naar Derde Provinciale. De club kreeg een nieuw bestuur en ging in Brussel spelen.
In Derde Provinciale kon men zich handhaven en in 2001 werd Etoile er alweer tweede. Een andere Brusselse club, FC Atlas de Bruxelles was het jaar verdien weggezakt uit Eerste Provinciale en verdwenen. Leden van Etoile en Atlas gingen samenwerken, onder meer in de jeugdvorming, en de clubnaam werd gewijzigd van FC Etoile Marocaine Wemmel in AS Etoile Bruxelles-Capitale.
Etoile Bruxelles-Capitale zette nu weer betere resultaten neer, en na een titel in 2005 promoveerde men weer naar Tweede Provinciale. In 2009 werd men ook daar kampioen en de club keerde terug op het hoogste provinciale niveau. De clubnaam werd gewijzigd in CWAS Etoile Bruxelles. Men kon zich de volgende jaren handhaven in Eerste Provinciale. In 2012 werd de clubnaam SC Etoile Bruxelles.
In juni 2013 fuseerde de club met Blue Star Bruxelles, een club met joodse roots, aangesloten bij de Voetbalbond met stamnummer 6576. De fusieclub speelde verder als Sporting Bruxelles met het stamnummer van Blue Star; stamnummer 9093 van Etoile werd geschrapt.